# Real Illusions: Reflections
Real Illusions: Reflections é o primeiro álbum lançado por Steve Vai desde do lançamento de The Ultra Zone em 1999. Lançado em 22 de Fevereiro de 2005, este álbum é a primeira parte de uma trilogia cósmica e conceitual de álbuns, definida pelo próprio guitarrista como uma "fábula roqueira" e chamada de Real Illusions, que relata sobre uma cidade que recebeu um indivíduo chamado Pamposh, enviado por Deus para difundir sua religião e criar a igreja "Under it All".
| Críticas profissionais                                                      | Críticas profissionais |
| Avaliações da crítica                                                       | Avaliações da crítica  |
| Fonte                                                                       | Avaliação              |
| --------------------------------------------------------------------------- | ---------------------- |
| allmusic                                                                    | [ 2 ]                  |
| Esta tabela precisa de ser acompanhada por texto em prosa. Consulte o guia. |                        |

## Faixas
Todas as músicas foram compostas por Steve Vai.
| N.º | Título                 | Duração |  |
| 1.  | "Building the Church"  | 4:58    |  |
| 2.  | "Dying for Your Love"  | 4:50    |  |
| 3.  | "Glorious"             | 4:35    |  |
| 4.  | "K'm-Pee-Du-Wee"       | 4:00    |  |
| 5.  | "Firewall"             | 4:19    |  |
| 6.  | "Freak Show Excess"    | 6:51    |  |
| 7.  | "Lotus Feet" (ao vivo) | 6:45    |  |
| 8.  | "Yai Yai"              | 2:37    |  |
| 9.  | "Midway Creatures"     | 3:42    |  |
| 10. | "I'm Your Secrets"     | 4:26    |  |
| 11. | "Under It All"         | 8:07    |  |

## Paradas Musicais

### Álbum
| Ano  | Ranking                | Posição |
| ---- | ---------------------- | ------- |
| 2005 | The Billboard 200      | #147    |
| 2005 | Top Independent Albums | #15     |
| 2005 | Top Internet Albums    | #147    |
| 2005 | Italy Albums Top 100   | #67     |
| 2005 | Dutch Albums Top 100   | #88     |
| 2005 | France Albums Top 150  | #110    |

## Prêmios e Indicações
| Ano  | Canção     | Prêmio        | Indicação                          | Resultado |
| ---- | ---------- | ------------- | ---------------------------------- | --------- |
| 2006 | Lotus Feet | Grammy Awards | Best Rock Instrumental Performance | Indicado  |